# Aage Hansen (miljøaktivist)
 Der er flere personer med dette navn, se Aage Hansen.
Aage Hansen (29. oktober 1924 i Langerhuse i Harborøre sogn – 26. februar 2008 i Thyborøn), også kendt som Rav-Aage, var en dansk fisker og miljøaktivist.
Aage Hansen var søn af fisker Thøger Madsen Hansen (f. 1887 i Harboøre) og hustru Ane Marie Jensen Søndergaard (f. 1886 i Harboøre), viet 11. oktober 1907 i Harboøre. Aage Hansen havde otte søskende.
Han blev Danmarks første miljøaktivist da han 1950'erne gik til kamp mod Cheminovas forurening på Harboøre Tange.
Han modtog Kaskelotprisen i 1983.
I 1995 modtog han Ridderkorset for sit arbejde for havmiljøet.
Tilnavnet Rav-Aage fik han fordi han i mange år samlede og sleb rav på i sit værksted i Thyborøn.
I sin have havde han et skilt med teksten: Man er aldrig en taber før man giver op! malet derpå.
I 2017 blev bogen Fisk kan ikke tale: en fiskers kamp mod Cheminovas forurening af Jens Østergaard og Flemming Højgaard Madsen udgivet.